# 何塞·菲格雷斯·费雷尔
何塞·马利亚·伊波利托·菲格雷斯·费雷尔（西班牙語：José María Hipólito Figueres Ferrer；1906年9月25日—1990年6月8日），哥斯达黎加的溫和社會主義政治人物，曾三次出任哥斯达黎加总统。
他的政治思想被称为菲格雷斯主义。

## 人物经历
出生于哥斯达黎加阿拉胡埃拉省聖拉蒙區，1942年4月，他因为在电台发表演讲抨击卡尔德隆政府的腐败而被迫流亡墨西哥，1944年5月卡尔德隆卸任后，菲格雷斯得以返回哥斯达黎加，并在自己的咖啡园内建立了武装队伍加勒比军团，开始筹划推翻民族共和党领导的哥斯达黎加政府。1948年，他率领哥斯大黎加民族解放軍在哥斯达黎加内战中战胜政府军，成立了过渡性质的执政委员会，自任执政委员会主席，并组织召开了制宪会议，制定了哥斯达黎加第二共和国宪法，废除军队。并將銀行國有化，給予婦女和黑人投票權。
其子何塞·玛丽亚·菲格雷斯亦于1994-1998年出任哥斯达黎加总统。